# Dorothée de Brunswick-Lunebourg
Dorothée de Brunswick-Lunebourg (1er janvier 1570 – 15 août 1649 à Birkenfeld), est la fille du duc Guillaume de Brunswick-Lunebourg et de sa femme, Dorothée de Danemark.

## Biographie
Elle a épousé le comte palatin Charles Ier de Birkenfeld. Ils ont eu quatre enfants:
- Georges-Guillaume de Birkenfeld (1591-1669), Comte Palatin du Rhin et duc de Deux-Ponts-Birkenfeld
- Sophie (1593-1676), mariée à Charles VII de Hohenlohe-Neuenstein (1582-1641)
- Frédéric (1594-1626), Chanoine à Strasbourg
- Christian Ier de Birkenfeld-Bischweiler (1598-1654), Comte Palatin du Rhin et du Duc de Birkenfeld-Bischweiler